# 交通静脈
交通静脈（こうつうじょうみゃく、Communicating veins）は、同じ静脈系の異なる2点を連絡する静脈である。

## 解説
交通静脈は、大伏在静脈と小伏在静脈（例えばジャコミーニ静脈）や、表在静脈系と深部静脈系を連絡することがある。この場合、穿通静脈と呼ばれ、静脈系の血行動態において非常に重要な役割を担っている。